# Періодизація історії
Періодизація історії — поділ історії людства на періоди. Це раціональний спосіб впорядкування масиву емпіричної та теоретичної інформації за часовою протяжністю з метою поглиблення пізнання й розуміння змінних станів об'єктів навколишнього світу. Заснована на властивостях людського інтелекту виокремлювати і поділяти інформацію на кількісно та якісно однорідні групи й систематизувати її за часовими та просторовими критеріями для отримання теоретичних знань. Застосовується в усіх науках як засіб виявлення і фіксації якісних та кількісних змін в об'єкті пізнання.

## Періоди
Основною категорією і кількісною основою будь-якої періодизації минулого є «історичний час» (див. Час історичний). У давнину первісні людські спільноти вимірювали час природними циклами і вважали його нерухливим, незмінним, циклічно повторюваним, а міфологічна свідомість обмежувала часові рамки подій переважно сьогоденням.
Водночас уже в давні часи зароджувалось уявлення про незворотність і лінійність часу, що знайшло, зокрема, відображення у творах грецького мислителя Гесіода (8–7 ст. до н. е.), який поділяв минуле людства на «золоту», «срібну», «мідну», «героїчну» та «залізну» добу. Справжня революція у сприйнятті часу і простору пов'язана з іудеохристиянською монотеїстичною традицією, яка запровадила універсальні категорії лінійного часу, простору і суспільних змін на засадах есхатологічного і телеологічного трактування людського земного буття. У творах ранніх і пізніших християнських теологів була розвинута і утверджена універсальна теологічна версія історії з особливою опорою на категорію лінійного історичного часу — до і після Різдва Ісуса Христа, якою користуються донині. У рамках універсальної періодизації людського буття в європейському середньовіччі застосовувалися періодизації локальні — за окремими правліннями, державами (царствами), видатними подіями тощо.
Критерії для виділення історичних періодів можуть бути різними — від фізично-календарного характеру (роки, десятиліття, століття, тисячоліття тощо) до рубежів, пов'язаних зі змінами форм господарювання, суспільних ладів, мислення, ідеологій, способів комунікацій, екологічних трансформацій тощо.
В європейській історичній науці було прийнято таку періодизацію історії:
- Час до появи людини невідомий час.
- Доісторичність: поява людини — 3000 до н. е. (поява писемності);
- Античність: 800 до н. е. — 476 н. е. (зруйнування Риму);
- Середньовіччя: 476—1492 (відкриття Америки);
- Ранній новий час: 1492—1789 (Французька революція);
- Новий час: 1789—1914 (Перша світова війна);
- Новітній час: 1914 — сьогодення.

## Радянська періодизація
У радянській історичній науці була прийнята наступна періодизація (що тісно пов'язана зі способами виробництва та суспільно-економічними формаціями, але ці два поняття не треба плутати):
- Первісне суспільство: від появи людини до перших міст-держав Стародавнього Межиріччя (кінець IV тис. до н. е.)
- Стародавній світ: від Стародавнього Межиріччя до падіння Західної Римської імперії (кінець V ст. н. е.)
- Середньовіччя: від падіння Риму до національно-визвольної війни та революції у Нідерландах (кінець XVI ст.)
- Нова історія: від революції у Нідерландах до Жовтневого перевороту (совєцький термін: «Велика Жовтнева соціалістична революціїя»; 1917)
- Новітня історія: від Жовтневого перевороту до сьогодення.

## За країною
- Періодизація історії України
- Періодизація історії Японії